# James Baker Pyne
James Baker Pyne, 5 décembre 1800 - 29 juillet 1870, est un peintre paysagiste anglais devenu avec succès un disciple de Turner après avoir été membre de l'école de Bristol de peinture dans sa jeunesse et un disciple de Francis Danby.

## Jeunesse
Né à Bristol en 1800, Pyne apprend à peindre en autodidacte. Il participe aux activités d'esquisse de l'école de Bristol dans les années 1820 et expose pour la première fois à Bristol en 1824. Son style et son thème préféré, à savoir la représentation atmosphérique de paysages locaux et de scènes imaginaires, sont ceux de Danby et l'école de Bristol, parmi lesquels il est l'un des peintres à l'huile les plus doués, comme le démontrent Imaginary Scene (1828) et View of the Avon from Durdham-Down (1829).
En 1832, après avoir produit des tableaux à l'huile des émeutes de Bristol (1831), il passe six semaines en France en compagnie de son ami de l'école de Bristol, le peintre Edward Villiers Rippingille. Pyne semble aussi avoir participé à la renaissance de réunions d'esquisse de l'école de Bristol de 1832 à 1833.

## Carrière
William James Müller est apprenti auprès de Pyne à la fin des années 1820 mais n'est cependant pas particulièrement influencé par Pyne et les autres artistes de l'école de Bristol. Pyne lui-même ne poursuit pas dans la veine des paysages « poétiques » de Danby. 
Dans les années 1830, probablement en 1835, il s'installe à Londres où il développe son style de la maturité. Ses paysages suivent désormais Turner dans leurs couleurs et leur style de composition. L'influence de Turner s'observe par exemple dans Clifton, Near Bristol, from the Avon (1837), exposé à la Royal Academy. Pyne expose à la British Institution de 1833 à 1844, à la Royal West of England Academy à Bristol et à la Royal Academy de 1836 à 1841. Il est élu vice-président de la Society of British Artists.
En 1846 il voyage en Allemagne, en Suisse et en Italie. Il peint souvent dans le Lake District. Le marchand d'art Thomas Agnew & Sons lui commande des tableaux peints dans le Lake District en 1848, puis en 1851 l'encourage à effectuer un tour d'Italie de trois ans en compagnie de l'aquarelliste William Evans, lui aussi originaire de Bristol.
Pyne meurt le 29 juillet 1870 à Londres, laissant derrière lui ses deux fils, James Baker Pyne, un photographe, et Charles Pyne, lui aussi peintre. Outre Müller, parmi ses élèves figurent George Arthur Fripp et James Astbury Hammersley,.

## Œuvres

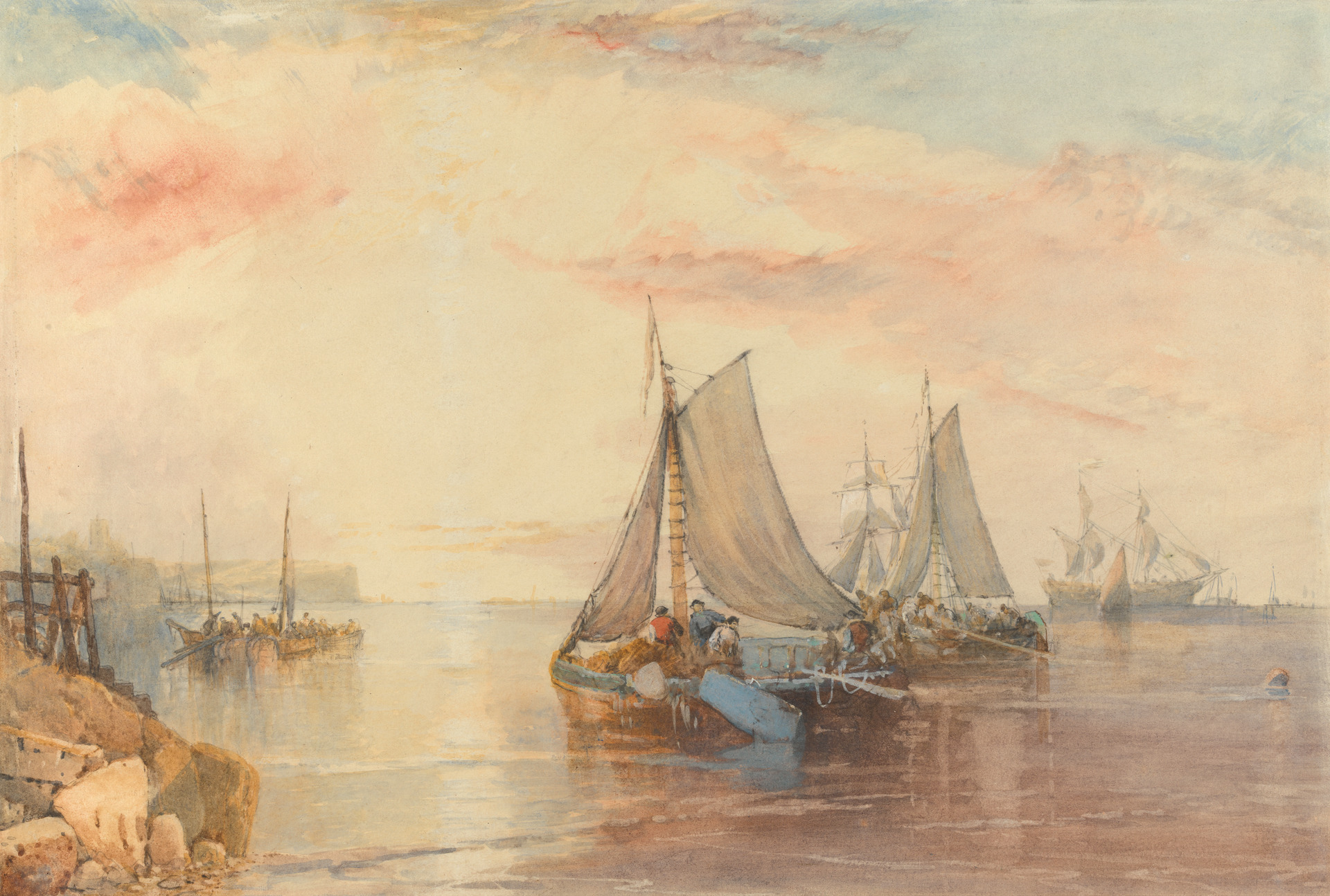
Navigation par temps calme.
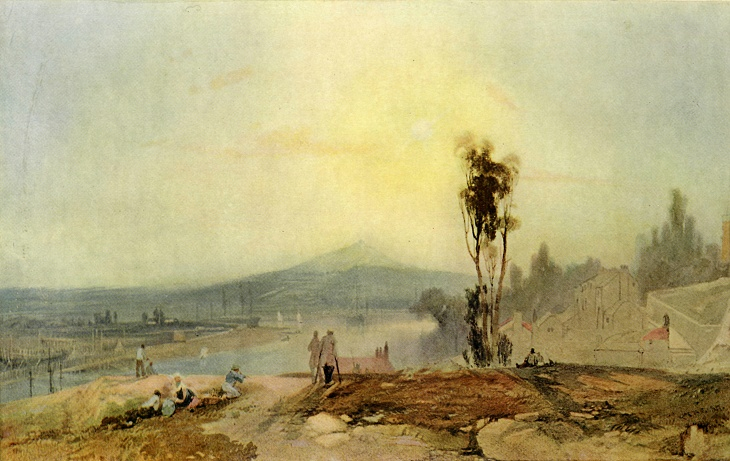
Vue en Italie
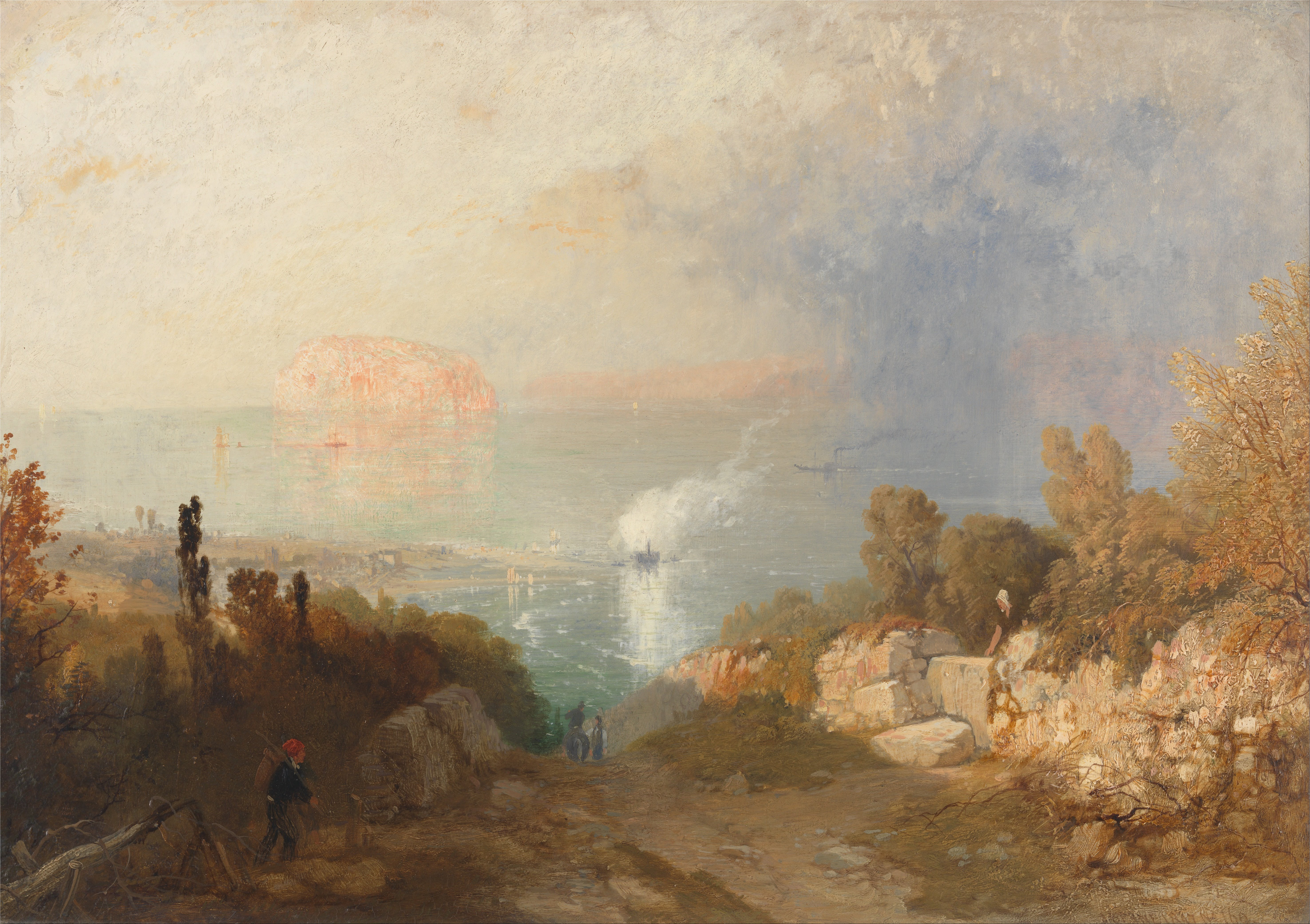
Entrée du détroit de Menai

## Source de la traduction
- (en) Cet article est partiellement ou en totalité issu de l’article de Wikipédia en anglais intitulé « James Baker Pyne » (voir la liste des auteurs).